# Dolmen auf Brandsø
Die Dolmen auf Brandsø liegen auf der etwa 2,0 km² großen, unbewohnten Insel Brandsø im Kleinen Belt, etwa 15 km nordwestlich von Assens in Dänemark. Die Megalithanlagen der jungsteinzeitlichen Trichterbecherkultur (TBK) sind durch die Gemälde von 1842 von Dankvart Dreyer (1816–1852) besonders bekannt. Sie sind zwischen 3500 und 2800 v. Chr. errichtet worden. 
Auf der Insel befinden sich zwei Dolmen, der Langdysse „Svenskehøj“ (deutsch „Schwedenhügel“) und der Runddysse „Kæmpehøj“, (deutsch „Riesenhügel“) die auf Gemälden von Dankvart Dreyer verewigt wurden. Der Svenskehøj liegt in einem etwa 20,0 Meter langen Hünenbett, mit einst zwei Kammern. Der Rundhügel aus der gleichen Zeit hat etwa 14,0 Meter Durchmesser und einen Dolmen mit einem etwa 3,0 Meter langen Deckstein. Auf Brandsø haben die Archäologen große Mengen an bearbeitetem Feuerstein aus der Jungsteinzeit und Werkzeuge, wie eine Pfeilspitze, gefunden.
Brandsø gehört zum Wedellsborg Gut, das seit 1982 im Besitz von Bendt Hannibal Tido Graf Wedell ist.